# Montreal, Maine & Atlantic
La Montreal, Maine & Atlantic (MMA) est une ancienne compagnie de chemin de fer qui reliait Montréal, au Québec, à Bangor, au Maine, et Edmundston, au Nouveau-Brunswick. Elle était la propriété de Rail World Inc.
Depuis sa faillite en 2013, ce sont les Chemins de fer du Centre du Maine et du Québec qui prirent la suite des opérations.

## Historique

### Acquisitions ferroviaires
Le chemin fut formé par Rail World Inc pour regrouper les chemins de fer Bangor & Aroostook Railroad, le Northern Vermont Railroad, le Canadian American Railroad, et le Quebec Southern Railroad.  Le chemin de fer hérita de 745 miles de voies ferrées au début de ses opérations, la majorité encore en fonctionnement. Présentement, en moyenne 25 trains sont exploités tous les jours. La compagnie a 350 employés. En octobre 2010, le chemin de fer fit une entente avec l'État du Maine pour la vente de 233 miles de voies ferrées dans cet État et pour remettre l'exploitation à une autre compagnie, une fois l'offre terminée.

### Pratiques mercantiles
Dans les milieux financiers montréalais, l'entreprise est connue pour ses pratiques agressives de réduction des coûts d'exploitation en réduisant le personnel, en négligeant l'entretien de son réseau et en surutilisant du matériel plus ancien
Aux prises avec des difficultés financières à la fin des années 2000, la compagnie ferroviaire installe des systèmes de télécommande dans ses locomotives, afin de réduire ses coûts de main-d’œuvre. Mis en place à compter de la fin de 2009, le système d'une valeur de 60 000 dollars permet de réduire le nombre de conducteurs affectés à un train de deux à un seul.
En mai 2012, MM&A obtient la permission de Transports Canada pour réduire l'équipage de ses trains au Canada de deux à une personne. Cette permission est peu fréquente dans le secteur ferroviaire canadien; seulement deux autres transporteurs ont reçu la même autorisation. Les grands transporteurs, comme le Canadien National et le Canadien Pacifique assignent des équipages de deux conducteurs sur tous leurs trains.
Au 31 décembre 2012, le chemin de fer est une société à capital privé, dont l'actionnaire principal (72,78 %) est la société Earlston Associates Limited, une société de placement détenue par Edward Burkhardt. La caisse de dépôt et placement du Québec est un actionnaire minoritaire à hauteur de 12,77 %, un investissement que le gestionnaire public des retraites québécois évalue à 1 000 $.

### Accident ferroviaire de Lac-Mégantic

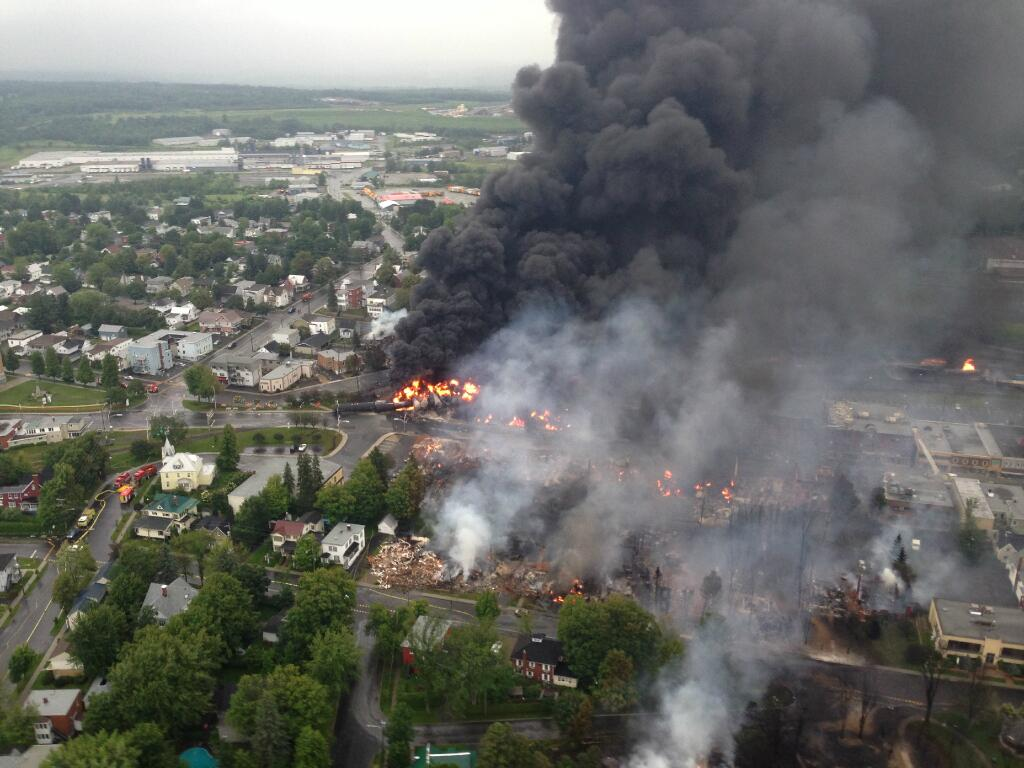
Accident ferroviaire de Lac-Mégantic

Le 6 juillet 2013, un train constitué de 72 wagons de pétrole et de cinq locomotives en provenance du Dakota du Nord et à destination de la pétrolière Irving à Saint John au Nouveau-Brunswick, explose dans le centre-ville de Lac-Mégantic, provoquant la mort de 47 personnes. La gestion de crise de l'entreprise a été critiquée par les médias québécois, qui ont constaté l'absence de représentants de la compagnie ferroviaire sur les lieux du sinistre durant les 36 heures qui ont suivi la conflagration.
Dans une entrevue à l'agence Reuters et publiée dans le quotidien The Globe and Mail de Toronto, le président de l'entreprise, Edward A. Burkhardt, soutient qu'il s'agit du premier accident mortel de cette ligne depuis que Rail World en a fait l'acquisition, il y a une dizaine d'années. Il estime que les réclamations contre son entreprise « représenteront beaucoup d'argent », mais que Rail World et sa compagnie d'assurance seront en mesure d'absorber ces coûts. Pourtant, fin juillet, il annonce au contraire que la compagnie est dans l'impossibilité de payer les 8 millions de dollars nécessaires au nettoyage du secteur et envisage de la déclarer en faillite.  Le 7 août, la compagnie se place sous la protection des lois américaines et canadiennes concernant les faillites.

### Disparition
Après avoir déclaré faillite, la compagnie est finalement vendue en 2014 à Railroad Acquisition Holdings. Les chemins de fer Montreal, Maine & Atlantic sont renommés Chemins de fer du Centre du Maine et du Québec.

## Sécurité
Au cours de sa première décennie d'existence, la fiche de la compagnie en matière de sécurité est marquée par une série d'accidents. Selon des données de la Federal Railway Administration américaine, la MM&A a un taux d'accident de 5 à 10 fois supérieur à la moyenne des 800 entreprises du secteur aux États-Unis.
La MM&A est notamment à l'origine de 11 incidents impliquant des matières dangereuses aux États-Unis depuis 1998, dont huit incidents depuis la reprise de l'entreprise par Rail World, en 2003, selon le gouvernement américain. En 2011, la compagnie a accepté de verser une amende de 30 000 dollars US, en raison d'une poursuite intentée par l'Environmental Protection Agency (EPA) relativement à un déchargement  d'hydrocarbures dans la rivière Piscataquis survenu à Milo, dans le Maine, en 2009.
La vétusté des installations de la compagnie a parfois défrayé la manchette au Québec. Le 2 août 2010, deux locomotives ont déraillé à la gare de triage de Farnham. Les freins à main pourraient avoir été enlevés manuellement et la locomotive de tête a pris de la vitesse avant de quitter les rails.
En 2011, des résidents de Cowansville ont pointé du doigt un pont de la MM&A qui enjambe la rivière Yamaska Sud-Ouest, en soulignant que les pilotis de l'ouvrage d'art empêchaient l'écoulement normal des crues et provoquaient des inondations, une accusation que réfutent les représentants de l'exploitant ferroviaire.
Le 11 juin 2013, un grave déraillement d'un train de la MM&A survient à Frontenac, une municipalité située à l'est de Lac-Mégantic. Le déraillement provoque un déversement de 13 000 litres de carburant diesel dans un fossé.
Le 6 juillet 2013, un important déraillement rase par les flammes le centre-ville complet de Lac-Mégantic et fait 47 victimes. Un convoi de 72 wagons-citernes remplis de pétrole brut venant du Dakota, laissé sans surveillance dans la municipalité de Nantes (Québec), un village voisin, quitte Nantes et dévale la pente de 1,2 % le menant à Lac-Mégantic. Il déraille vers 1h15 dans la nuit de vendredi à samedi, sans que rien ni personne ne puisse l'arrêter. La MM&A est responsable de cet évènement dû à l'insuffisance du serrage des freins à main du train.  Le président de la MM&A n'a jamais offert sa sympathie aux victimes. La communauté de Lac-Mégantic a reçu de l'aide des pompiers de plusieurs régions du Québec, ainsi que de deux municipalités du Maine, aux États-Unis.